# Municipio de Palestine (Iowa)
El municipio de Palestine (en inglés: Palestine Township) es un municipio ubicado en el condado de Story en el estado estadounidense de Iowa. En el año 2010 tenía una población de 5793 habitantes y una densidad poblacional de 61,58 personas por km².

## Geografía
El municipio de Palestine se encuentra ubicado en las coordenadas 41°54′25″N 93°38′22″O / 41.90694, -93.63944. Según la Oficina del Censo de los Estados Unidos, el municipio tiene una superficie total de 94.08 km², de la cual 94,08 km² corresponden a tierra firme y (0 %) 0 km² es agua.

## Demografía
Según el censo de 2010, había 5793 personas residiendo en el municipio de Palestine. La densidad de población era de 61,58 hab./km². De los 5793 habitantes, el municipio de Palestine estaba compuesto por el 96,81 % blancos, el 0,74 % eran afroamericanos, el 0,14 % eran amerindios, el 0,31 % eran asiáticos, el 0,83 % eran de otras razas y el 1,17 % eran de una mezcla de razas. Del total de la población el 1,74 % eran hispanos o latinos de cualquier raza.